# Смоленский собор (Белгород)
Собо́р ико́ны Бо́жией Ма́тери Смоле́нская (Смоле́нский собор) — православный собор в Белгороде.

## История
Храм построен в честь произошедшего в 1703 году знамения от иконы Смоленской Пресвятой Богородицы.
По преданию, часовой Мефодий Иванов в ночь с 1 на 2 октября увидел, как от образа Смоленской Пресвятой Богородицы, который находился на городских воротах, блеснул яркий свет, от которого зажглась восковая свеча. В 1703 году на месте этого события была построена часовня. В 1705 году была построена деревянная церковь, а в 1727 году заложен каменный собор. Первый этаж собора был освящён в 1747 году, второй — в 1763 году.
В годы Великой Отечественной войны собор сильно пострадал от артиллерийского огня. После войны, в 1958 и 1974 годах, предпринимались попытки взорвать собор. В 1980-х годах здание реставрировалось под органный зал. В 1991 году храм вернули верующим.

## Архитектура и убранство храма
Храм имеет массивный, вертикально вытянутый двухэтажный основной объём, имеющий удлиненную форму с юга на север, к которому примыкает одночастная овальная двухэтажная апсида. С запада находятся небольшая двухэтажная трапезная и четырёхъярусная колокольня. Такая объемная композиция характерна для храмовой архитектуры Слободской Украины и порубежной с ней зоны России конца XVII века, хотя здесь имеются конкретные оригинальные черты.